# Leptosomatum tetrophthalmum
Leptosomatum tetrophthalmum is een rondwormensoort uit de familie van de Leptosomatidae. De wetenschappelijke naam van de soort is voor het eerst geldig gepubliceerd in 1912 door Ssaweljev.